# Стовба, Валерий Станиславович
Валерий Станиславович Стовба (1966—1996) — российский военный лётчик, капитан, участник афганской войны и войны в Таджикистане, Герой Российской Федерации (1996).

## Биография
Валерий Стовба родился 3 января 1966 года в селе Кара-Чок (ныне не существует) Гвардейского района Алматинской области Казахской ССР. С 1980 года проживал в посёлке Рахья Всеволожского района Ленинградской области. Окончил среднюю школу. В 1983 году поступил на учёбу в Кировское военное авиационно-техническое училище. В 1986 году, окончив его, Стовба был направлен в авиацию погранвойск. Служил в вертолётных частях Камчатского пограничного округа старшим борттехником — воздушным стрелком вертолёта «Ми-8». В ноябре 1987 года был переведён на ту же должность в Среднеазиатский пограничный округ. Участвовал в боевых операциях по обнаружению и уничтожению бандформирований на территории Афганистана, совершил 10 боевых вылетов, два раза был ранен. В августе 1993 года Стовба был переведён в 20-ю авиационную эскадрилью Северо-Западного пограничного округа. В сентябре 1996 года он был отправлен в командировку в Таджикистан. Участвовал в оказании поддержки наземным частям, поиске бандформирований и наркоторговцев, высадке десанта.
29 сентября 1996 года одна из российских пограничных застав Калаи-Хумбского погранотряда подверглась сильному обстрелу как с афганской, так и с таджикской территории. На помощь осаждённой заставе вылетел экипаж Стовбы, в который, кроме него, входили подполковник Сергей Липовой, капитан Игорь Будай и подполковник Юрий Ставицкий. Когда вертолёт стал обстреливать боевиков, те ответили огнём из крупнокалиберных пулемётов, нанеся ему сильные повреждения. Стовба, сидевший за курсовым пулемётом, заметил вспышку среди камней и открыл огонь. Ему удалось подавить вражескую огневую точку, но и сам Стовба при этом погиб. В бою погиб также Будай, однако оставшимся членам экипажа удалось обнаружить ведущую обстрел заставы батарею и при помощи звена вертолётов уничтожить её. Затем Липовой и Ставицкий с трудом довели вертолёт до аэродрома. Похоронен в посёлке Рахья.
Указом Президента Российской Федерации от 14 декабря 1996 года № 1679 за «проявленный героизм при выполнении воинского долга» капитан Валерий Стовба посмертно был удостоен высокого звания Героя Российской Федерации.
Также был награждён рядом медалей. В Рахье установлен памятник Стовбе.